# 체간근
체간근(體幹筋) 또는 코어 근육(Core muscle)은 머리와 몸통의 축을 따라서 분포하는 골격근 그룹이다. 직립보행의 자세와 관련있는 항중력근과 함께 다루어지는 경우도 있다.

## 코어 근육
코어 근육은 신체의 직립,보행,자세유지에 있어서 골격근 및 골격계의 협응(Motor coordination)으로 기능상 확장되는 신체활동의 안정성을 1차적으로 지지해준다. 코어근육으로는 횡격막근, 복근및 복횡근(Transversus abdominis), 골반기저근(pelvic floor muscles), 척추의 횡돌기극근, 또는 척추기립근을 추가하는 4가지의 심부 근육이 주요 근육으로 다루어진다. 횡경막,복횡근,골반기저근(골반저근), 횡돌기극근이 코어 근육으로 다루어지는 이유는 이들이 위치적으로 신체의 세로축 중앙에서 직립을 위한 축을 이루고 있을뿐만아니라 동시에 복부 및 허리의 몸통을 가로축 중심에서 내장기관을 포함한 전후좌우상하를 감싸고 있기 때문이기도 하다.

## 해부학적 판
| |
| 신체에 대한 세 개의 해부학적 판: 시상면(sagittal), 가로면 또는 수평면(transverse 또는 horizontal), 이마면 또는 관상면(frontal planes 또는 Coronal planes) |

## 같이 보기
- 코어근육운동